# Насырова, Халима
Халима́ Насы́рова (узб. Halima Nosirova; 1913—2003) — советская и узбекская оперная певица (сопрано), актриса, педагог. Народная артистка СССР (1937). Лауреат двух Сталинских премий (1942, 1951)

## Биография
Родилась 29 декабря (по другим источникам — 7 декабря) 1913 года (по другим источникам — в 1912 году) в кишлаке Таглык, неподалёку от Коканда (ныне — в Ферганской области Узбекистана). Была девятым ребёнком в семье. Воспитывалась в детском доме.
C 1924 по 1927 год училась в Бакинском театральном техникуме (ныне — Азербайджанский государственный университет культуры и искусств) вместе с группой молодёжи из Узбекистана. С 1934 по 1937 год училась в узбекской оперной студии Московской консерватории. В 1977 году окончила Ташкентскую консерваторию (ныне — Государственная консерватория Узбекистана).
С 1927 года — актриса Центральной государственной образцовой узбекской труппы в Самарканде (с 1929 — Государственный узбекский театр драмы им. Хамзы в Ташкенте, с 2001 — Узбекский национальный академический драматический театр).
C 1930 по 1986 год — солистка Узбекского музыкально-драматического театра (с 1939 — Государственный узбекский театр оперы и балета, ныне Большой театр имени Алишера Навои) в Ташкенте. С 1939 года — ведущая солистка. Выступала как в классическом репертуаре, так и в национальных узбекских операх.
Выступала и как концертная певица. Исполняла узбекские народные песни, а также песни других народов (таджикские, казахские, армянские, азербайджанские, китайские, русские, украинские и др.).
Гастролировала за рубежом (ГДР, Китай, Индия, Индонезия, Иран и др. страны).
В 1979—1986 годах преподавала на кафедре восточной музыки в Ташкентской консерватории.
Депутат ВС СССР 5-го созыва.
Умерла 3 января 2003 года в Ташкенте. Похоронена на Чигатайском кладбище.

### Семья
- Племянница — Офелия Юсупова, пианистка, музыкальный педагог.

## Звания и награды
- народная артистка Узбекской ССР (1937)[3]
- народная артистка СССР (31.05.1937)[4]
- Сталинская премия второй степени (1942) — за исполнение заглавной партии в оперном спектакле «Лейли и Меджнун» У. Гаджибекова[5]
- Сталинская премия третьей степени (1951) — за исполнение заглавной партии в опере «Гюльсара» Т. С. Садыкова и Р. М. Глиэра[6]
- Государственная премия Узбекской ССР имени Хамзы (1968)[7]
- Два ордена Ленина (16.01.1950,[8] 06.12.1951)[9]
- Орден Октябрьской Революции (20.09.1973)[10]
- Два ордена Трудового Красного Знамени (31.05.1937 — за выдающиеся заслуги в деле развития узбекского музыкального и танцевального искусства,[11] 18.03.1959)[12]
- Орден Дружбы народов (16.01.1984)[13]
- Четыре ордена «Знак Почёта» (1939, 1944, 1957, 1965)
- Орден «За выдающиеся заслуги» (Узбекистан) (2000)[14].
- Медаль «В ознаменование 100-летия со дня рождения Владимира Ильича Ленина»
- Медаль «За доблестный труд в Великой Отечественной войне 1941—1945 гг.»

## Творчество

### Роли
- «Ревизор» Н. Гоголя — Мария Антоновна
- «Принцесса Турандот» К. Гоцци — Адельма
- «Аршин мал алан» У. Гаджибекова — Гюльчохра
- «Ичкарида» М. Мухамедова и К. Яшена — Гюльсара
- «Фархад и Ширин» В. Успенского — Ширин
- «Халима» Г. Зафари — Халима

### Партии
- 1939 — «Буран» М. А. Ашрафи и С. Н. Василенко — Наргюль
- 1940 — «Лейли и Меджнун» Т. С. Садыкова и Р. М. Глиэра — Лейли
- 1942 — «Улугбек» А. Ф. Козловского — Син Дун-фан
- 1944 — «Кармен» Ж. Бизе — Кармен
- 1949 — «Гюльсара» Т. С. Садыкова и Р. М. Глиэра — Гюльсара
- 1949 — «Тахир и Зухра» Т. Джалилова и Б. Бровцына — Зухра
- 1962 — «Хамза» С. Бабаева — Саодат
- «Проделки Майсары» С. А. Юдакова — Майсара
- «Зайнаб и Омон» Б. И. Зейдмана, Т. С. Садыкова, Ю. Раджаби, Д. Закирова — Зайнаб
- «Песня Хорезма» М. Юсупова — Бахор
- «Возвращение» Я. Р. Сабзанова — Хатидже-ханым

### Фильмография
- 1940 — Асаль — Асаль
- 1943 — Подарок Родины (музыкальный фильм)
- 1944 — Концерт пяти республик (музыкальный фильм)
- 1958 — Очарован тобой — камео
- 1960-е — Халима Насырова (документальный)